# Cho Yi-hyun
Cho Yi-hyun (hangul: 조이현, ur. 8 grudnia 1999 w Gwangmyeong) – południowokoreańska aktorka. W 2018 roku podpisała kontrakt z JYP Entertainment.

## Filmografia

### Filmy
| Rok  | Tytuł          | Rola          | Źr.   |
| ---- | -------------- | ------------- | ----- |
| 2018 | Gwilo          | Jo Yi-hyeon   | [ 2 ] |
| 2019 | Gibangdoryeong | Soo-yang      | [ 2 ] |
| 2019 | Byeonsin       | Park Hyeon-ju | [ 2 ] |
| 2022 | Ditto          | Mu-nee        | [ 3 ] |

### Seriale telewizyjne
| Rok     | Tytuł              | Rola                | Źr.   |
| ------- | ------------------ | ------------------- | ----- |
| 2017    | Manyeoui beopjeong | młoda Hong Seon-hwa | [ 2 ] |
| 2018    | The Guest          | młoda Han Mi-jin    | [ 2 ] |
| 2018    | Bad Papa           | Kim Se-jung         | [ 2 ] |
| 2018    | Nappeun hyeongsa   | Bae Yeo-wool        | [ 2 ] |
| 2019    | Naui nara          | Seo Yeon            | [ 2 ] |
| 2020–21 | Hospital Playlist  | Jang Yoon-bok       | [ 2 ] |
| 2020    | Gyeyak-ujeong      | Shin Seo-jeong      | [ 2 ] |
| 2021    | Haggyo 2021        | Jin Ji-won          | [ 2 ] |

### Seriale internetowe
| Rok  | Tytuł                          | Rola        | Źr.   |
| ---- | ------------------------------ | ----------- | ----- |
| 2017 | Real Life Love Story: Season 3 |             | [ 2 ] |
| 2017 | Boksunoteu                     | Ye-ri       | [ 2 ] |
| 2022 | All of Us Are Dead             | Choi Nam-ra | [ 2 ] |

## Nagrody i nominacje
| Rok  | Ceremonia                     | Kategoria                     | Serial                     | Rezultat  | Źr.   |
| ---- | ----------------------------- | ----------------------------- | -------------------------- | --------- | ----- |
| 2020 | Chunsa Film Art Awards        | Best New Actress              | Metamorphosis              | Nominacja | [ 4 ] |
| 2021 | KBS Drama Awards              | Best New Actress              | School 2021                | Nominacja | [ 5 ] |
| 2021 | KBS Drama Awards              | Best Couple Award             | School 2021 (z Kim Yo-han) | Wygrana   | [ 5 ] |
| 2022 | Baeksang Arts Awards          | Best New Actress – Television | All of Us Are Dead         | Nominacja | [ 6 ] |
| 2022 | Blue Dragon Series Awards     | Best New Actress              | All of Us Are Dead         | Nominacja | [ 7 ] |
| 2022 | Brand Customer Loyalty Awards | Best New Actress              | All of Us Are Dead         | Wygrana   | [ 8 ] |